# ديمتري أوشاكوف
ديمتري نيكولايفيتش أوشاكوف (24 يناير 1873 - 17 أبريل 1942) (بالروسية: Дмитрий Николаевич Ушаков) هو لغوي ومُعجمي روسي.
كان مُبتكر ورئيس تحرير أربعة مجلدات للقاموس التوضيحي للغة الروسية مع أكثر من 90.000 مدخل، وكذلك مبتكر القاموس الإملائي للغة الروسية (1934).
وقد أكمل سيرجي أوزيجوف عمل أوشاكوف على قاموس توضيحي نهائي للغة الروسية.
توفي أوشاكوف في طشقند.

## روابط خارجية
- Searchable version of Dal's, Ushakov's and Ozhegov's dictionary